# Critters 2
Critters 2 (Critters 2:The Main Course) è un film del 1988 diretto da Mick Garris.
È il secondo capitolo della saga horror fantascientifica Critters, ed è stato prodotto sull'onda del successo critico e commerciale ricavato da Critters, gli extraroditori.
Nel cast artistico e tecnico tornano pochi membri, viene escluso Stephen Herek, regista e autore della sceneggiatura del primo film e sostituiti i principali interpreti.
A dispetto del primo film, la New Line mette a disposizione una spesa di produzione molto più alta, pari a 4.500.000$. L'incasso cinematografico totale non riesce però a coprire l'intera spesa fermandosi a quota 3.813.293$.

## Trama
Come il film precedente, i titoli di testa si aprono con Charlie, Ug e Lee (i due cacciatori che diedero la caccia ai Critters e Charlie l'ubriacone che si è unito a loro) che stanno uccidendo una creatura vermesca.
Dopo l'uccisione della bestia, i tre tornano sul loro pianeta, ma proprio qui vengono allarmati da Zanti, il capo del loro ordine: i Critters sono riusciti a deporre alcune uova prima di venire uccisi e ora i piccoli sono cresciuti e sono nuovamente temibili. 
Quindi i tre cacciatori partono nuovamente per la Terra alla loro ricerca.
Sulla Terra intanto, Brad Brown (il giovane protagonista del primo film) è in visita dalla nonna che abita a Grover's Bend, e le sta raccontando cosa gli sia successo a lui e alla famiglia qualche tempo addietro.
All'arrivo dei cacciatori, i Critters sono cresciuti e stanno divorando chiunque capiti loro a tiro, come se non bastasse stanno deponendo tante uova per assicurarsi la supremazia in futuro.
Nel tentativo di fermare il leader dei mostriciattoli, Lee viene divorato, e Ug si sconvolge talmente tanto da cadere in una sorta di depressione.
La poca popolazione rimasta viva tenta di fermare le creature, la prima trappola consiste nel farli entrare in un ristoro e poi farli esplodere, ma l'occasione fallisce.
È quindi Charlie che si convince di essere il solo e unico in grado di sconfiggere la nuova generazione di Critters. Per sfuggire all'esplosione i Critters si sono uniti insieme diventando una palla gigante che distrugge tutto ciò che trova e si dirige verso la chiesa dove si nascondono gli innocenti abitanti di Grover. Quando la palla ha quasi raggiunto la chiesa appare la nave spaziale con a bordo Charlie che la fa schiantare contro la palla di Critters distruggendoli definitivamente e salvando la vita agli abitanti! È tutto finito, a Grover's Bend non sono rimasti (apparentemente) Critters, e Ug onora il vecchio amico pensato morto; ma Charlie è ancora vivo, e alcuni giorni dopo la terribile esplosione fa ritorno in città con un paracadute e viene acclamato dalla folla.
Lui ora è un vero cacciatore spaziale, venendo pure nominato sceriffo della città, e rimane sulla terra col compito di sorvegliarla da altri attacchi che puntualmente si verificheranno ancora nel sequel Critters 3.